# 善士経
『善士経』（ぜんしきょう、巴: Sappurisa-sutta, サップリサ・スッタ）とは、パーリ仏典経蔵中部に収録されている第113経。『善人経』（ぜんにんきょう）、『真人経』（しんじんきょう）とも。
類似の伝統漢訳経典としては、『中阿含経』（大正蔵26）の第85経「真人経」や、『是法非法経』（大正蔵48）がある。
釈迦が、比丘たちに善人（及び悪人）の特徴を説いていく。

## 構成

### 登場人物
- 釈迦

### 場面設定
ある時、釈迦はサーヴァッティー（舎衛城）のアナータピンディカ園（祇園精舎）に滞在していた。
釈迦は比丘たちに、善人と悪人が分かれる8つのポイントを挙げ、加えて善人の九次第定について述べる。
比丘たちは歓喜する。

## 日本語訳
- 『南伝大蔵経・経蔵・中部経典4』（第11巻下） 大蔵出版
- 『パーリ仏典 中部（マッジマニカーヤ）後分五十経篇I』 片山一良訳 大蔵出版
- 『原始仏典 中部経典4』（第7巻） 中村元監修 春秋社